# Johnny Herbert
John Paul Herbert (London, 1964. június 25. –) brit autóversenyző, volt Formula–1-es pilóta.

## Formula–1
1987-ben megnyerte a brit Formula–3-as bajnokságot. 1988-ban majdnem megnyerte a Formula 3000-es bajnokságot, amikor Brands Hatch-ben súlyos lábsérülést szenvedett. A baleset éppen aznap történt, amikor Formula–1-es szerződést írt alá a Benettonnal. Gyorsan felgyógyult, és a Formula–1-es bemutatkozásán, a brazil nagydíjon nagy meglepetésre negyedik lett, Alain Prost mögött. A nehezebb pályákon azonban sérült sarkával nem tudott megfelelően fékezni, így ejtették. Peter Collins 1990-ben leszerződtette a Lotus-hoz. Johnny egészen 1994-ig hű maradt csapatához. Év közben egy versenyre átkerült a Ligierhez, majd az utolsó két futamra visszaigazolt a Benettonhoz. 1995-re állandó helyet kapott, de a csapat inkább Michael Schumacher jó szereplésére összpontosított. Silverstone-ban és Monzában így is nyerni tudott, összetettben pedig negyedik lett. 1996-ban a Sauber színeiben versenyzett. Az évad második felében már háttérbe szorította csapattársát Heinz-Harald Frentzent, így 1997-ben már ő lett a csapat első számú embere. A tesztelés hiánya miatt a Sauber lassult, de a Hungaroringen harmadik lett. 1998-ban Jean Alesi csatlakozott a csapathoz. 1999-ben átigazolt a Stewarthoz, ahol a Nürburgringen rendezett európai nagydíjon megszerezte a csapat első (és egyetlen), valamint saját maga utolsó győzelmét. 2000-ben a Jaguar versenyzőjeként fejezte be Formula–1-es pályafutását.

### Teljes Formula–1-es eredménysorozata
(Táblázat értelmezése)

(Félkövér: pole-pozícióból indult; dőlt: leggyorsabb kört futott) 

| Év   | Csapat   | 1       | 2      | 3      | 4      | 5      | 6      | 7      | 8      | 9       | 10     | 11     | 12     | 13     | 14     | 15     | 16     | 17     | Csapat   | Helyezés | Pontszám |
| ---- | -------- | ------- | ------ | ------ | ------ | ------ | ------ | ------ | ------ | ------- | ------ | ------ | ------ | ------ | ------ | ------ | ------ | ------ | -------- | -------- | -------- |
| 1989 | Benetton | BRA 4   | SMR 11 | MON 14 | MEX 15 | USA 5  | CAN Nk | FRA    | GBR    | GER     | HUN    | BEL Ki | ITA    | POR Nk | ESP    | JPN    | AUS    |        | Tyrrell  | 14.      | 5        |
| 1990 | Lotus    | USA     | BRA    | SMR    | MON    | CAN    | MEX    | FRA    | GBR    | GER     | HUN    | BEL    | ITA    | POR    | ESP    | JPN Ki | AUS Ki |        | Lotus    | NC       | 0        |
| 1991 | Lotus    | USA     | BRA    | SMR    | MON    | CAN Nk | MEX 10 | FRA 10 | GBR 14 | GER     | HUN    | BEL 7  | ITA    | POR Ki | ESP    | JPN Ki | AUS 11 |        | Lotus    | NC       | 0        |
| 1992 | Lotus    | RSA 6   | MEX 7  | BRA Ki | ESP Ki | SMR Ki | MON Ki | CAN Ki | FRA 6  | GBR Ki  | GER Ki | HUN Ki | BEL 13 | ITA Ki | POR Ki | JPN Ki | AUS 13 |        | Lotus    | 15.      | 2        |
| 1993 | Lotus    | RSA Ki  | BRA 4  | EUR 4  | SMR 8  | ESP Ki | MON Ki | CAN 10 | FRA Ki | GBR 4   | GER 10 | HUN Ki | BEL 5  | ITA Ki | POR Ki | JPN 11 | AUS Ki |        | Lotus    | 9.       | 11       |
| 1994 | Lotus    | BRA 7   | PAC 7  | SMR 10 | MON Ki | ESP Ki | CAN 8  | FRA 7  | GBR 11 | GER Ki  | HUN Ki | BEL 12 | ITA Ki | POR 13 | EUR 14 | JPN Ki | AUS Ki |        | Lig/Ben  | NC       | 0        |
| 1995 | Benetton | BRA Ki  | ARG 4  | SMR 7  | ESP 2  | MON 4  | CAN Ki | FRA Ki | GBR 1  | GER 4   | HUN 4  | BEL 7  | ITA 1  | POR 7  | EUR 5  | PAC 6  | JPN 3  | AUS Ki | Benetton | 4.       | 45       |
| 1996 | Sauber   | AUS Ki  | BRA Ki | ARG 9  | EUR 7  | SMR Ki | MON 3  | ESP Ki | CAN 7  | FRA Kiz | GBR 9  | GER Ki | HUN Ki | BEL Ki | ITA 9  | POR 8  | JPN 10 |        | Sauber   | 14.      | 4        |
| 1997 | Sauber   | AUS Ki  | BRA 7  | ARG 4  | SMR Ki | MON Ki | ESP 5  | CAN 5  | FRA 8  | GBR Ki  | GER Ki | HUN 3  | BEL 4  | ITA Ki | AUT 8  | LUX 7  | JPN 6  | EUR 8  | Sauber   | 10.      | 15       |
| 1998 | Sauber   | AUS 6   | BRA 11 | ARG Ki | SMR Ki | ESP 7  | MON 7  | CAN Ki | FRA 8  | GBR Ki  | AUT 8  | GER Ki | HUN 10 | BEL Ki | ITA Ki | LUX Ki | JPN 10 |        | Sauber   | 15.      | 1        |
| 1999 | Stewart  | AUS DNS | BRA Ki | SMR 10 | MON Ki | ESP Ki | CAN 5  | FRA Ki | GBR 12 | AUT 14  | GER 11 | HUN 11 | BEL Ki | ITA Ki | EUR 1  | MAL 4  | JPN 7  |        | Stewart  | 8.       | 15       |
| 2000 | Jaguar   | AUS Ki  | BRA Ki | SMR 10 | GBR 12 | ESP 13 | EUR 11 | MON 9  | CAN Ki | FRA Ki  | AUT 7  | GER Ki | HUN Ki | BEL 8  | ITA Ki | USA 11 | JPN 7  | MAL Ki | Jaguar   | NC       | 0        |

## Fordítás
- Ez a szócikk részben vagy egészben  a   Johnny Herbert című angol Wikipédia-szócikk fordításán alapul.  Az eredeti cikk szerkesztőit annak laptörténete sorolja fel. Ez a jelzés csupán a megfogalmazás eredetét és a szerzői jogokat jelzi, nem szolgál a cikkben szereplő információk forrásmegjelöléseként.